# Lake Meade
Lake Meade és una concentració de població designada pel cens dels Estats Units a l'estat de Pennsilvània. Segons el cens del 2000 tenia 1.832 habitants.

## Demografia
Segons el cens del 2000, Lake Meade tenia 1.832 habitants, 653 habitatges, i 543 famílies. La densitat de població era de 693,5 habitants per quilòmetre quadrat.
Dels 653 habitatges en un 39,4% hi vivien nens de menys de 18 anys, en un 74,3% hi vivien parelles casades, en un 5,2% dones solteres, i en un 16,8% no eren unitats familiars. En el 13,2% dels habitatges hi vivien persones soles el 5,2% de les quals corresponia a persones de 65 anys o més que vivien soles. El nombre mitjà de persones vivint en cada habitatge era de 2,81 i el nombre mitjà de persones que vivien en cada família era de 3,06.
Per edats la població es repartia de la següent manera: un 28,4% tenia menys de 18 anys, un 5,6% entre 18 i 24, un 33,5% entre 25 i 44, un 22,9% de 45 a 60 i un 9,6% 65 anys o més.
L'edat mediana era de 36 anys. Per cada 100 dones de 18 o més anys hi havia 98 homes.
La renda mediana per habitatge era de 63.092 $ i la renda mediana per família de 66.638 $. Els homes tenien una renda mediana de 43.750 $ mentre que les dones 28.036 $. La renda per capita de la població era de 23.229 $. Entorn del 2,2% de les famílies i el 2,1% de la població estaven per davall del llindar de pobresa.

## Poblacions més properes
El següent diagrama mostra les poblacions més properes.